# Edo (Nigeria)
 For alternative betydninger, se Edo. (Se også artikler, som begynder med Edo)
Edo er en delstat i det centrale sydlige Nigeria. Hovedstaden er Benin City med 2.571.798 indbyggere. Staten Edo blev dannet i 1991 ved splittelsen af staten Bendel til staten Edo og Delta . Sprog, der tales, inkluderer Edo, Esan, Ora m.fl.

## Geografi
Delstaten består af lavland mod vest, med et højere landskab mod nord. Det højestge punkt er 570 meter over havet. Naturen består for en stor del af tropisk regnskov.
Edo grænser mod nord og nordøst delstaten Kogi, i syd til delstaten Delta, mod sydøst til delstat Anambra, og mod vest til delstaten Ondo. Okomu-Nationalparken ligger ca. 60 km fra Benin City, i den nordvestlige del af delstaten.

### Inddeling
Edo er inddelt i 18 Local Government Areas med navnene: Akoko-Edo, Egor, Esan Central, Esan North-East, Esan South-East, Esan West, Etsako Central, Etsako East, Etsako West, Iguegben, Ikpoba-Okha, Ohionmwon, Oredo, Ovia North-East, Ovia South-West, Owan East, Owan West og Uhunmwonde.

## Erhverv
Edo har betydelig olieproduktion, men ellers er landbrug det vigtigste erhverv. Her dyrkes blandt andet yams, maniok, oliepalmer, ris og majs. Vigtige handelsprodukter er gummi, tømmer, palmemolie og palmekærner. Der er farmaceutisk industri og gummiindustri samt savværk og møbelproduktion.